# Denis Andries
Dionysius (Denis) Florentius Franciscus Andries (Weert, 16 oktober 1830 - Temse, 16 mei 1904) was een Belgisch industrieel en politicus.

## Levensloop
Hij was de zoon van Florentius Andries, burgemeester van Weert. Hij liep school op het college van Aarschot. In 1852 stichtte hij samen met zijn schoonbroer Benedikt Brijs een jutegaren-fabriek te Temse. Eind 1870 verschafte de fabriek werk aan een honderdtal werknemers. Vanaf 1864 begonnen ze jutegrondstof te verspinnen, ze waren de eerste jutespinnerij in België.
In 1872 werd hij verkozen tot gemeenteraadslid en vervolgens aangesteld als schepen. In 1888 werd hij burgemeester, een mandaat dat hij uitoefende tot aan zijn dood.
Hij was de vader van Alfred Andries, die in zijn voetsporen trad en eveneens burgemeester van Temse werd.